# Сармале

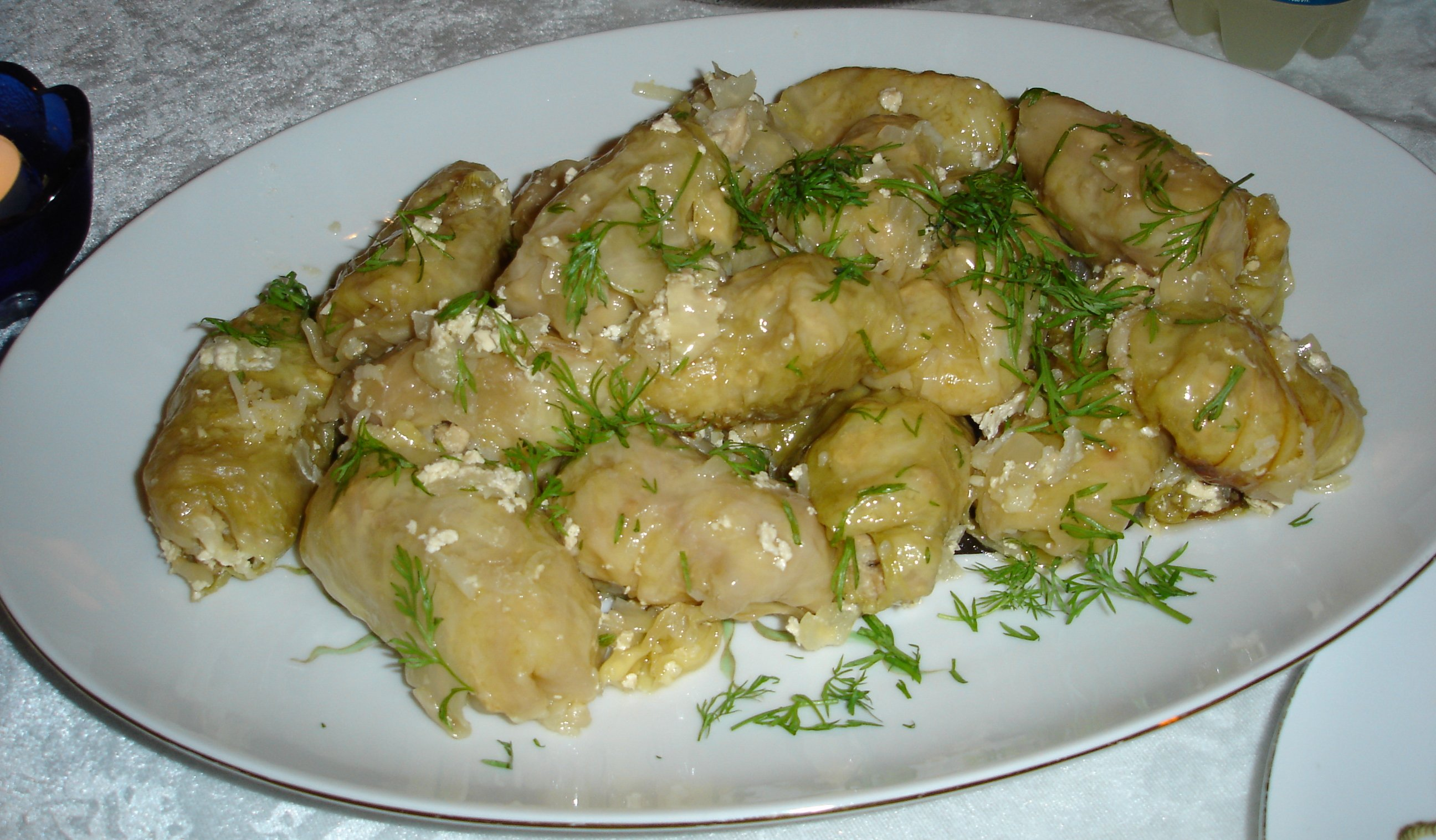
Сармале

Сармале (рум. sarmale, рум. găluşcă) — страва молдавської, румунської і балканської кухні, нагадує голубці і долму. Це фактично фарш з рису і м'яса, запечений в дрібних капустяних або виноградних листках.
Назва походить від турецького дієслова «sarmak», що означає «загортати» або «скручувати».

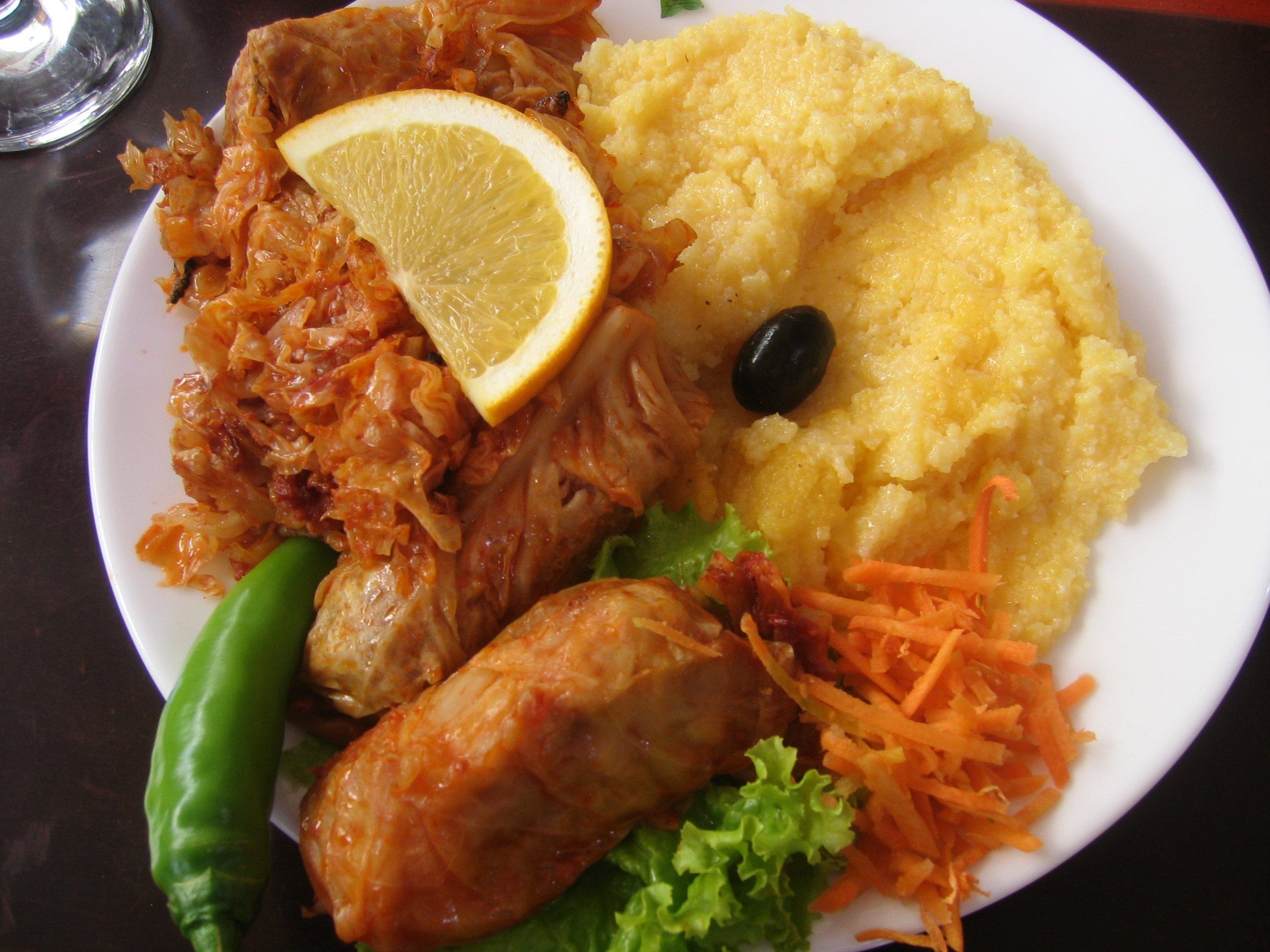
Сармале з мамалигою

Для рисово-м'ясної начинки зазвичай використовується яловичина, свинина або телятина, рідше козяче або овече м'ясо. М'ясо змішується з рисом, цибулею, додаються спеції, сіль, а іноді і місцеві трави, які різняться від регіону до регіону. Начинка загортається в листя свіжої або маринованої капусти або винограду, і рідше листя мангольда, щавлю або навіть подорожника. Сармале варяться в казанку і подаються до столу гарячими. Казан, або в минулому глиняний горщик з сармале, зазвичай готується в розрахунку на всю сім'ю. Сармале в деяких регіонах є основною стравою на весільній вечері.